# 意昂集团
意昂集团（E.ON）是一家总部位于德國埃森的股份制公司，它是一家处于世界领先地位的欧洲能源康采恩，业务以欧洲范围内的天然气、电力为主。

## 经营活动
该企业所经营的包括：直接将电力、天然气向工业、民用的最终用户销售，另外一大部分则通过当地提供商销售。电力部分由E.ON旗下的电厂产得或是从其他处购买的。天然气的销售情况也与电力类似，直接覆盖到从天然气采集，到运输，以及代理对消费者的全过程。
企业的区域重点是欧洲中部市场，如欧洲中心的东西部，具体包括：德国全境、奥地利、瑞士、荷兰、捷克、斯洛伐克和罗马尼亚。以上所提到地区的市场占到所有电力、天然气的三分之二。除此之外还涉及其他地区的市场，英国、美国中西部、新近开辟的意大利、西班牙（以及俄罗斯和法国）的跨区域泛欧洲天然气市场，能源交易和环境维护。

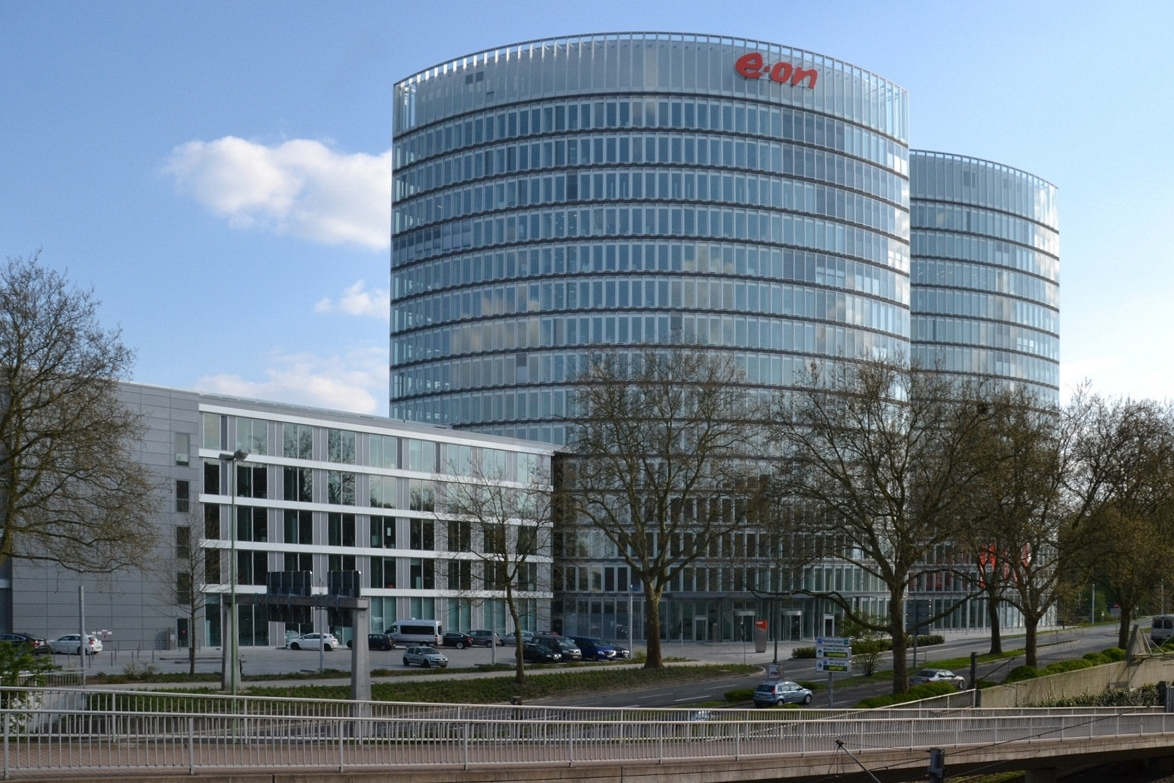
E.ON, 埃森

## 历史
在1999年9月27日的一个发布会上，传统的两个能源巨头VEBA （页面存档备份，存于）和VIAG （页面存档备份，存于）宣布于2000年合并。他们其中的一个子公司E.ON能源股份公司 （页面存档备份，存于）产生于普鲁士电力 （页面存档备份，存于）和巴伐利亚能源 （页面存档备份，存于）
2001年11月E.ON股分公司向联邦卡特尔局提交购并位于埃森市[鲁尔天然气股份公司]申请。在联邦卡特尔局否决申请之后，紧接着给予一个部长许可。一直持续到2003年3月，E.ON股分公司与竞争伙伴展开完成对收购活动的法律争端。最终E.ON股分公司成为鲁尔天然气股份公司的唯一主人，它占有的德国天然气60%市场份额。2004年7月1日鲁尔天然气股份公司名称换成为E.ON鲁尔天然气股份公司并且归属于E.ON康采恩。
自从E.ON将手中数量众多的其他公司股份如：移动运营商范围的VIAG Interkom（卖给了英国电信；今天的O2），奥地利移动运营商one （页面存档备份，存于）的部分，跨区域自来水供应商Gelsenwasser AG （页面存档备份，存于）和不动产公司Viterra （页面存档备份，存于）出售出去，然后聚焦于电力、天然气产业领域。E.ON转而参股了许多东欧私有化后能源供应企业的股份。
2014年12月1日E.ON SE 宣布，公司將一分為二，其中原有的公司將聚焦可再生能源，而另一間新成立、並公開上市的公司則主力在常規能源、環球能源貿易、開發及生產，以應對能源巨擘在市場的不斷變化及資產構建，而該新公司料將於2016年從 E.ON 中剝離。